# Juan Soler (actor)
Juan Soler (San Miguel de Tucumán, 19 de gener de 1966) és un actor argentí, nacionalitzat mexicà, de teatre i televisió.

## Biografia
Juan Soler Valls Quiroga va néixer a San Miguel de Tucumán un 19 de gener del 1966. Té la nacionalitat mexicana, però es nascut a l'Argentina. Té tres filles i el 20 de desembre del 2003 es va casar amb l'actriu argentina Maki Moguilevsky a Acapulco, al final es varen divorciar l'any 2018. A Mèxic ha desarrotllat la seva carrera principalment al Grup Televisa. Fins que al any 2013 va fer el seu primer projecte teleavisu per a la Cadena Telemundo amb seu als Estats Units.

## Carrera professional
A la seva ciutat natal, es va fer conegut per ser jugador de Rugby i més tard va començar al món de la moda, fent fe model masculí, aquest àmbit el connectaria més tard amb el món de la actuació.
Les seves primeres feines es van produir a la capital d'Argentina, Buenos Aires, on va participar en la sèrie juvenil Montaña rusa, juntament amb els actors Nancy Dupláa i Gastón Pauls, entre d'altres.
Al 1991, es va mudar a Mèxic, on va començar a treballar pel Grup Televisa. Ha participat en moltes produccions d'aquesta cadena i també amb el teatre mexicà.
En el 2013, va ser l'any on Soler va canviar de cadena, desplaçant a Televisa per Telemundo i va firmar el seu contracte exclusiu amb Telemundo. També paral·lelment d'això va continuar en l'escena teatral mexicana.
L'any 2014 va participar en la telenovel·la Reina de corazones.

## Filmografia

### Telenovel·les
| Any       | Projecte                      | Personatges                   |
| --------- | ----------------------------- | ----------------------------- |
| 2020      | La mexicana y el güero        | Tyler Sommers "El Güero"      |
| 2020      | Rubí                          | Héctor Ferrer (pare)          |
| 2017-2018 | Me declaro culpable           | Franco Urzúa Lara             |
| 2017      | Nada personal                 | Raúl Rey "El Rey"             |
| 2014      | Reina de corazones            | Víctor de Rosas               |
| 2013-2014 | Marido en alquiler            | Reinaldo Ibarra               |
| 2010-2011 | Cuando me enamoro             | Jerónimo Linares De la Fuente |
| 2007-2008 | Palabra de mujer              | Martín Castellanos            |
| 2006-2007 | La fea más bella              | Aldo Domenzaín                |
| 2004-2005 | Apuesta por un amor           | Gabriel Durán                 |
| 2003-2004 | Bajo la misma piel            | Alejandro Ruiz                |
| 2002      | La otra                       | Álvaro Ibáñez                 |
| 2001      | Sin pecado concebido          | Octavio Allende               |
| 2000      | Locura de amor                | Enrique Gallardo              |
| 1999-2000 | María Emilia, querida         | Alejandro Aguirre             |
| 1998-1999 | Ángela                        | Mariano Bautista              |
| 1997      | Pueblo chico, infierno grande | Genaro Onchi                  |
| 1996      | Cañaveral de pasiones         | Pablo Montero Rosales         |
| 1995-1996 | Acapulco, cuerpo y alma       | Humberto Bautista             |
| 1995      | Bajo un mismo rostro          | Marcelo Saldívar              |
| 1995      | Montaña rusa                  | Federico Grumbalth            |

### Sèries de televisió
| Any  | Projecte                            | Personatges  |
| ---- | ----------------------------------- | ------------ |
| 2020 | Las píldoras de mi novio            | Esai Morales |
| 2008 | Mujeres asesinas - Sonia, desalmada | Fernando     |
| 2006 | Amor mío - Mi gran boda gringa      | Pablo        |
| 2002 | La familia P. Luche                 | Eximio       |

## Premis i nominacions

### Premios TVyNovelas
| Any  | Categoria               | Treball Nominat       | Resultat  |
| ---- | ----------------------- | --------------------- | --------- |
| 1997 | Millor Actor Protagònic | Cañaveral de pasiones | Guanyador |
| 2003 | Millor Actor Protagònic | La otra               | Guanyador |
| 2005 | Millor Actor Protagònic | Apuesta por un amor   | Nominat   |
| 2009 | Millor Actor            | Palabra de mujer      | Nominat   |

### Premios People en Español
| Any  | Categoria               | Treball Nominat    | Resultat |
| ---- | ----------------------- | ------------------ | -------- |
| 2013 | Millor Actor Protagònic | Marido en Alquiler | Nominat  |

### Miami Life Awards
| Any  | Categoria                                   | Treball Nominat    | Resultat  |
| ---- | ------------------------------------------- | ------------------ | --------- |
| 2014 | Millor Protagonista Masculí de Telenovel·la | Marido en Alquiler | Guanyador |

### Premis INTE
| Any  | Categoria      | Treball Nominat | Resultat |
| ---- | -------------- | --------------- | -------- |
| 2003 | Actor de l'any | La otra         | Nominat  |